# 1700년 캐스케이디아 지진
1700년 캐스케이디아 지진은 1700년 1월 26일 캐스케이디아 섭입대에서 발생한 모멘트 규모 Mw8.7~9.2로 추정되는 대지진이다. 이 지진은 밴쿠버섬 중부에서 태평양 북서부 해안을 따라 남쪽으로 북부 캘리포니아까지 이어진 후안데푸카판의 판 경계에서 발생한 해구형지진이다. 지진으로 후안데푸카판은 약 1,000 km 길이의 단층을 따라 평균 20 m 정도 이동했다.
이 지진으로 북아메리카 서해안과 일본 해안에 대규모 지진해일이 강타했다. 일본의 지진해일 기록과 바다를 가로질러 이동하는 해일을 역추산하여 지진이 1700년 1월 26일 저녁 9시경(태평양 표준시 기준) 발생했다고 추정한다.

## 지진 발생 추적

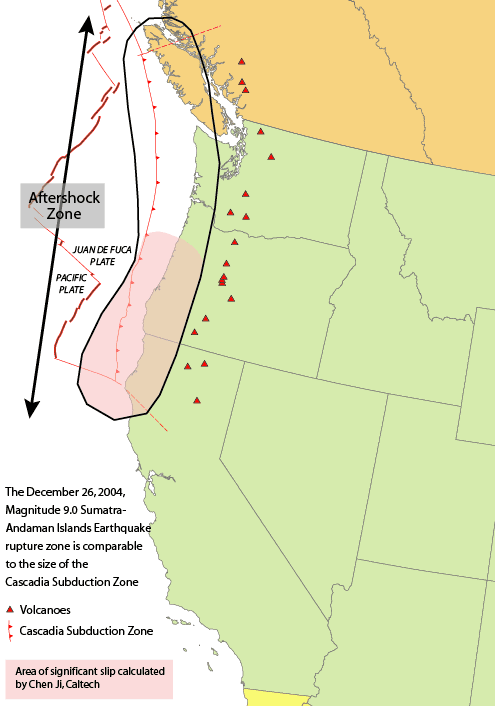
캐스케이디아 섭입대의 위치 지도

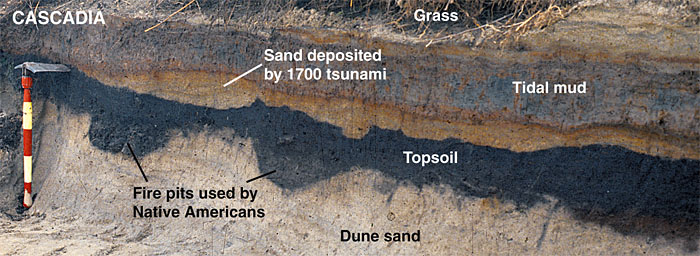
미국 오리건주 샐먼강 강가에 남은 퇴적물의 모습. 퇴적물 중간에 1700년 지진의 지진해일 흔적으로 보이는 모래톱(지진해일 퇴적물)이 보인다.

지진은 1700년 1월 26일 저녁 9시경(PST 기준)에 발생했다. 지진 발생 당시 진앙 지역에서의 문자 기록은 남아 있지 않지만 지진 발생 시기를 다른 환태평양 지진과 관련 없는 쓰나미에 대한 일본 측 기록을 통해 추산할 수 있다. 일본 측 기록은 주로 현대 이와테현의 쓰가루이시, 미야코, 오쓰치 지역 기록으로 분석할 수 있다.

### 과학적 연구
일본의 지진해일과 북아메리카의 지진을 연결하는 단서는 나무 나이테 연구(연륜연대학)이다. 미국 오리건주와 워싱턴주 곳곳에서 지진으로 해안의 숲이 바다속으로 잠기면서 말라죽은 서방측백나무(Thuja plicata) 유령 숲 몇몇 곳의 나이테에서 쓰나미 직전 마지막 성장기가 1699년경 형성되었다는 것을 보여준다. 이렇게 1699년까지 자란 나무 나이테가 나오는 곳은 워싱턴주 코필리스강과 같은 하중도의 나무 흔적에서부터 현재는 해수면 아래에 있어 썰물때만 드러나는 나무 그루터기들의 숲들이 있다.
또한 북아메리카 태평양 방면의 해안가 퇴적물에도 지진과 지진해일로 발생하는 흔적을 보여준다. 해저에서 채취한 코어 샘플과 태평양 북서부의 일부 지진에서 드러난 산사태에서 나온 잔해 샘플에서도 캐스케이디아 지진 발생 시기를 입증한다. 이 지역의 고고학적 연구에 따르면 1700년경 여러 해안 마을이 침수되어 버려졌다는 증거가 발견되었다.

### 문화적 연구
태평양 북서부의 원주민의 경우에는 일본의 쓰나미와 같은 문서화된 기록이 남아 있지 않지만 브리티시컬럼비아에서 캘리포니아 북부에 이르기까지 해안 원주민들에게는 대지진과 홍수를 묘사하는 수많은 구전이 내려오고 있다. 날짜가 명확하게 언급되지 않고 이 지역의 모든 지진 이야기가 1700년 지진을 가리키지도 않지만 이 지역의 원주민 거의 모두가 타의 추종을 불허하는 매우 큰 파괴력을 지닌 사건에 대한 전통설화가 내려오고 있다.
일부 구전설화에서는 세대를 특정할 수 있는 구전설화 단서 등을 통해 그 구전이 처음 나온 시기가 1600년대 말에서 1700년대 초 사이 등으로 어느 정도 날짜를 추정할 수 있는 경우도 있다. 예를 들어 후아이아트 퍼스트 네이션의 경우에는 마을 주민들이 잠든 직후인 저녁(재구성한 시간인 오후 9시와 거의 일치)에 갑자기 큰 지진이 나고 파도가 밀려들어와 파체나만의 마을의 폐허로 만들었다는 전설이 내려오고 있다. 파체나만의 모든 마을은 해발고도 23 m 산중턱에 있는 마시트 마을을 제외하고는 전멸했다. 그 외 유일한 생존자로는 그날 지진해일로부터 좀 더 안전했던 버클리해협에 있는 마을인 키익스인에 있던 젊은 여성인 아나클라 악솝 한 명 뿐이었다.
벤쿠버섬 북쪽 끝에 있는 콰키우틀 원주민의 전설에 따르면 밤에 일어난 지진으로 마을에 있던 거의 모든 집이 무너졌고, 벤쿠버섬 안쪽 해안 마을인 코위찬족의 전설에 따르면 밤에 일어난 지진으로 거대한 산사태가 발생해 마을 전체가 매몰되었다고 전해진다. 미국 워싱턴주 방면에 살던 머카족은 쓰나미가 닥치기 전에 내륙으로 피신했던 사람들만 살아남았던 밤에 일어난 대지진에 대한 이야기가 전해진다. 워싱턴주의 퀼레우테족은 카누를 타고 내륙까지 쓸려간 원주민이 후드 운하 안쪽까지 휩쓸릴 정도로 매우 거대한 홍수가 있었다는 설화가 내려오고 있다.
민족지학적 연구에서는 천둥새와 웨일 사이 큰 전투(천둥새와 웨일 신화)를 묘사하는 여러 예술과 신화가 지역에 따른 공통적인 패턴을 보이며 지진에서 영감을 받은 의식용 가면과 춤과 같은 문화적 상징도 이 지진에 영향을 받았다고 추정한다.

## 미래의 위협

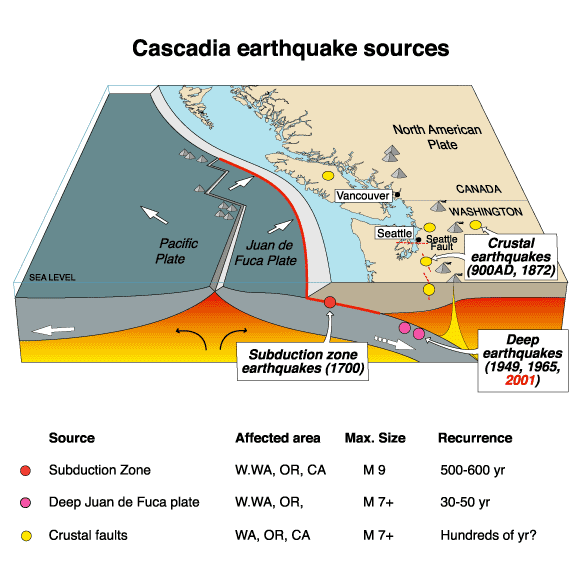
캐스케이디아 섭입대에서 발생하는 주요 유형의 지진 모습

지질학적 기록에 따르면 캐스케이디아 섭입대에서는 평균 500년 정도마다 모멘트 규모 M8 이상의 지진이 발생했으며 이 지진은 종종 지진해일도 동반했다. 현재까지 여러 증거로 밝혀진 지진 도래 간격은 약 300~900년으로 평균 570~590년이며 총 13차례 일어났다.
1700년 지진, 2004년 인도양 지진해일, 2011년 도호쿠 지방 태평양 해역 지진에서 볼 수 있듯이 메가스러스트에서 일어나는 해구형지진은 거대한 지진해일을 일으킬 수 있으며 진앙 인근의 해안 지역은 향후 캐스케이디아 지진이 발생할 경우에 대비해 피난 계획을 마련해두고 있다. 하지만 해안가가 아닌 내륙 수로에 있는 대도시인 시애틀, 포틀랜드, 벤쿠버, 빅토리아, 터코마 등은 지진해일의 직접적인 영향에선 벗어날 수 있다. 이런 도시에선 특히나 노후된 교량이나 내진보강이 되지 않은 벽돌건물 등 지진에 취약한 건물이 많기 때문에 지진의 피해는 흔들림 그 자체로 인한 피해가 많을 것으로 추정된다. 한 전문가는 시애틀은 더 큰 규모의 지진은 말할 것도 없고, 1906년 샌프란시스코 지진 당시의 규모인 M7.9의 지진에도 대부분이 취약하다고 지적했다.
미국 연방재난관리청(FEMA)의 오리건주, 워싱턴주, 아이다호주, 알래스카주를 담당하는 지역 X 지휘관 케네시 머피는 "우리가 지휘하는 작전에서는 주간고속도로 제5호선의 모든 것이 토스트가 된다"는 가정 하에 있다고 말했다.
2010년대 이후의 연구 결과에 따르면 캐스케이디아 섭입대는 이전에 알려져 있던 것보다 훨씬 더 복잡하고 변동성이 큰 지질 구조를 가지고 있다. 2010년 지질학자들은 50년 이내에 규모 M8.2 이상의 지진이 일어날 확률이 37%, 같은 기간 안에 규모 M9 이상의 지진이 일어나 캐스케이디아 섭입대 전체에 단층파열이 일어날 확률이 10%에서 15%라고 추정했다. 또한 지질학자들은 태평양 북서부 지역이 이런 큰 규모의 지진에 대비하고 있지 않다고 지적했다. 지진해일이 발생할 경우 최대 높이가 24~30 m에 달할 것이라고 추정했다.
2004년 연구에서는 캐스케이디아 섭입대 주변 지역에서 해안 지대 침하로 인한 상대적 해수면 상승이 일어날 가능성을 밝혀냈다. 이 연구에서는 터피노나 유클루릿과 같은 벤쿠버섬 서해안 지역이 평균 해수면 대비 1~2 m 침하할 가능성이 있다고 지적했다.

## 같이 보기
- 1585년 알류샨 열도 지진
- 1949년 퀸 샬럿 제도 지진
- 태평양 북서부의 지리
- 캐나다의 지진 목록
- 미국의 지진 목록
- 역사지진 목록
- 지진 목록
- 네스코윈 유령의 숲

## 참고 문헌
- Melgar, Diego (2021). “Was the January 26th, 1700 Cascadia Earthquake Part of a Rupture Sequence?”. 《Journal of Geophysical Research: Solid Earth》 126 (10). Bibcode:2021JGRB..12621822M. doi:10.1029/2021jb021822. ISSN 2169-9313.

### 일본 및 원주민 기록
- Native American Stories expand history – Pacific Northwest Seismic Network
- Native American Legends of Tsunamis in Pacific NW – United States Geological Survey
- Fault slip and seismic moment of the 1700 Cascadia earthquake inferred from Japanese tsunami descriptions – Journal of Geophysical Research
- Japanese Shipwreck Adds To Evidence Of Great Cascadia Earthquake In 1700 – ScienceDaily
- Atwater, Brian F.; Musumi-Rokkaku, Satoko; Satake, Kenji; Tsuji, Yoshinobu; Ueda, Kazue; Yamaguchi, David K. (2015) [2005]. 《The orphan tsunami of 1700 – Japanese clues to a parent earthquake in North America》 (Professional Paper). Professional Paper (영어, 일본어) 2판. USGS. 146쪽. Bibcode:2015orts.book.....A. doi:10.3133/pp1707. hdl:2027/osu.32435085226595. ISBN 9780295985350.

### 현존 위협
- Surviving a Tsunami – Lessons from Chile, Hawaii, and Japan – United States Geological Survey
- Big earthquake coming sooner than we thought, Oregon geologist says – The Oregonian